# Більманка (річка)
Більманка — річка в Україні, ліва притока Берди (басейн Азовського моря), в межах Пологівського району Запорізької області.

## Опис
Довжина річки 14 км, похил річки — 11 м/км. Формується з багатьох безіменних струмків та декількох водойм. Площа басейну 70,4 км².

## Географічне розташування
Бере початок з водойми у селі Трудове. Тече переважно на південний схід через село Більманка, на південно-східній околиці якого впадає в річку Берду.

## Притоки
Більмак — балка, права притока Більманки, завдовжки 10 км. Бере початок на околиці села Трудове, тече спочатку на південний схід через село Дубове, далі переважно на південь і впадає поблизу села Більманка в однойменну річку.

## Галерея

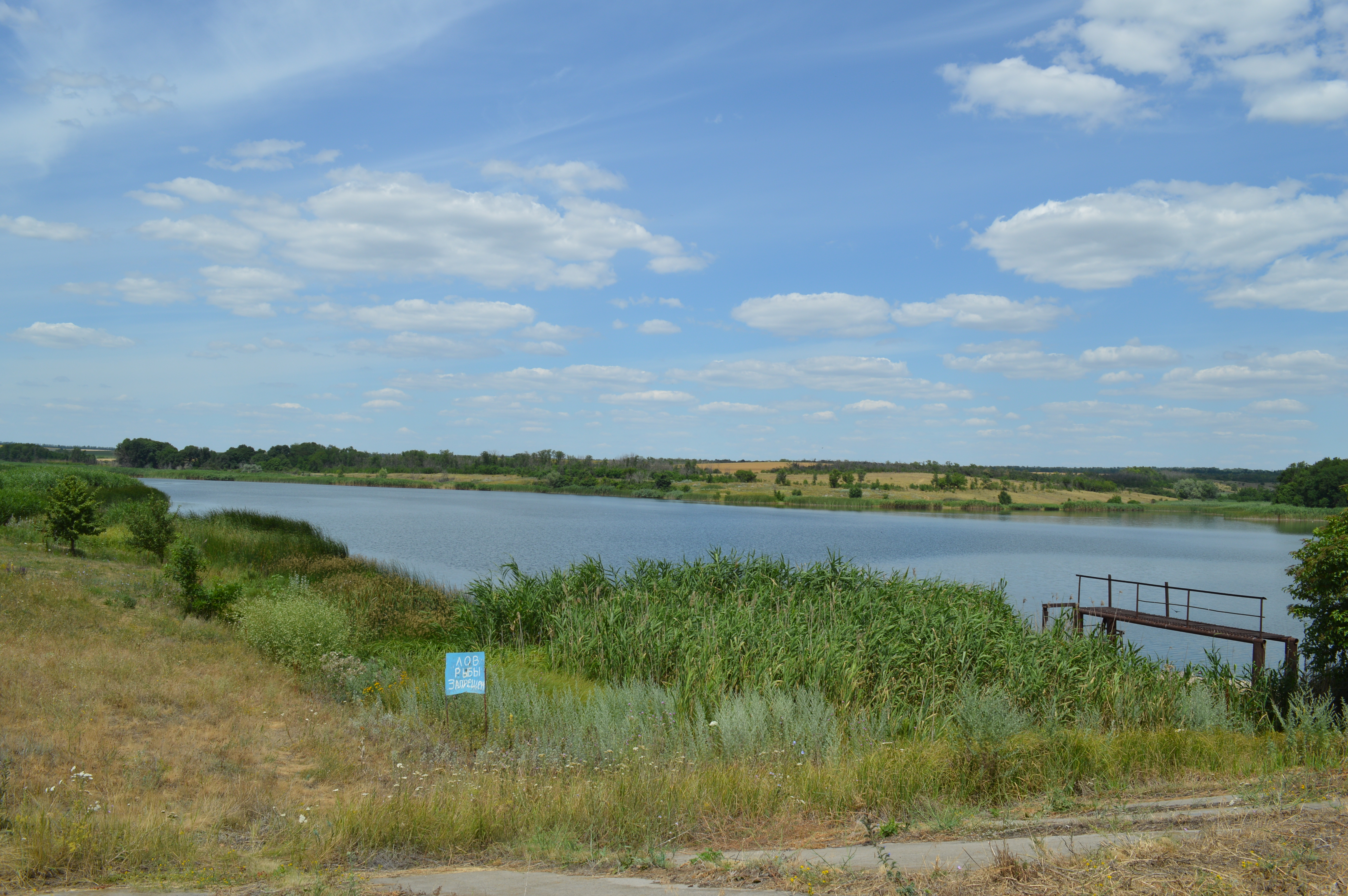
Став на річці Більманка
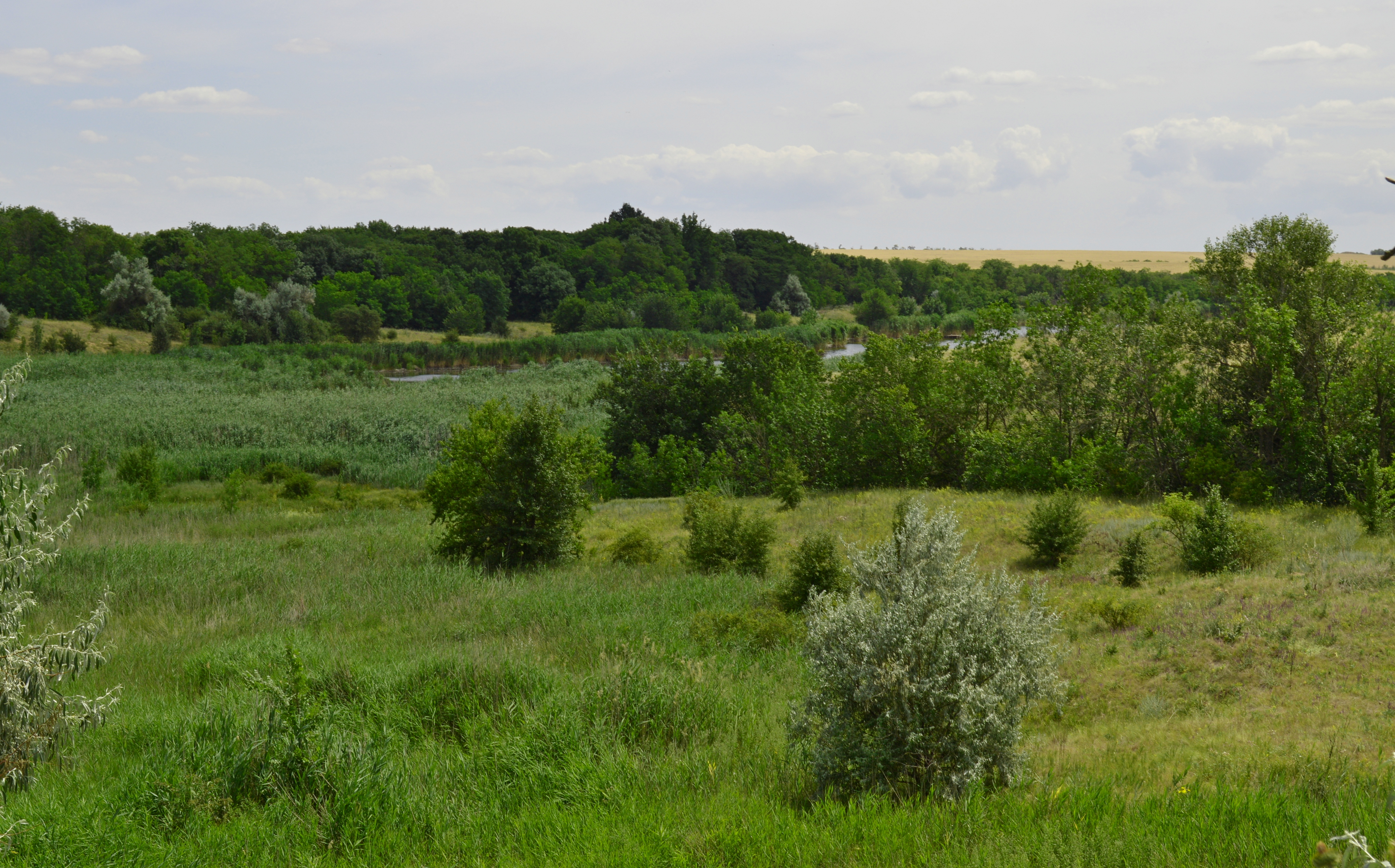
Більманка
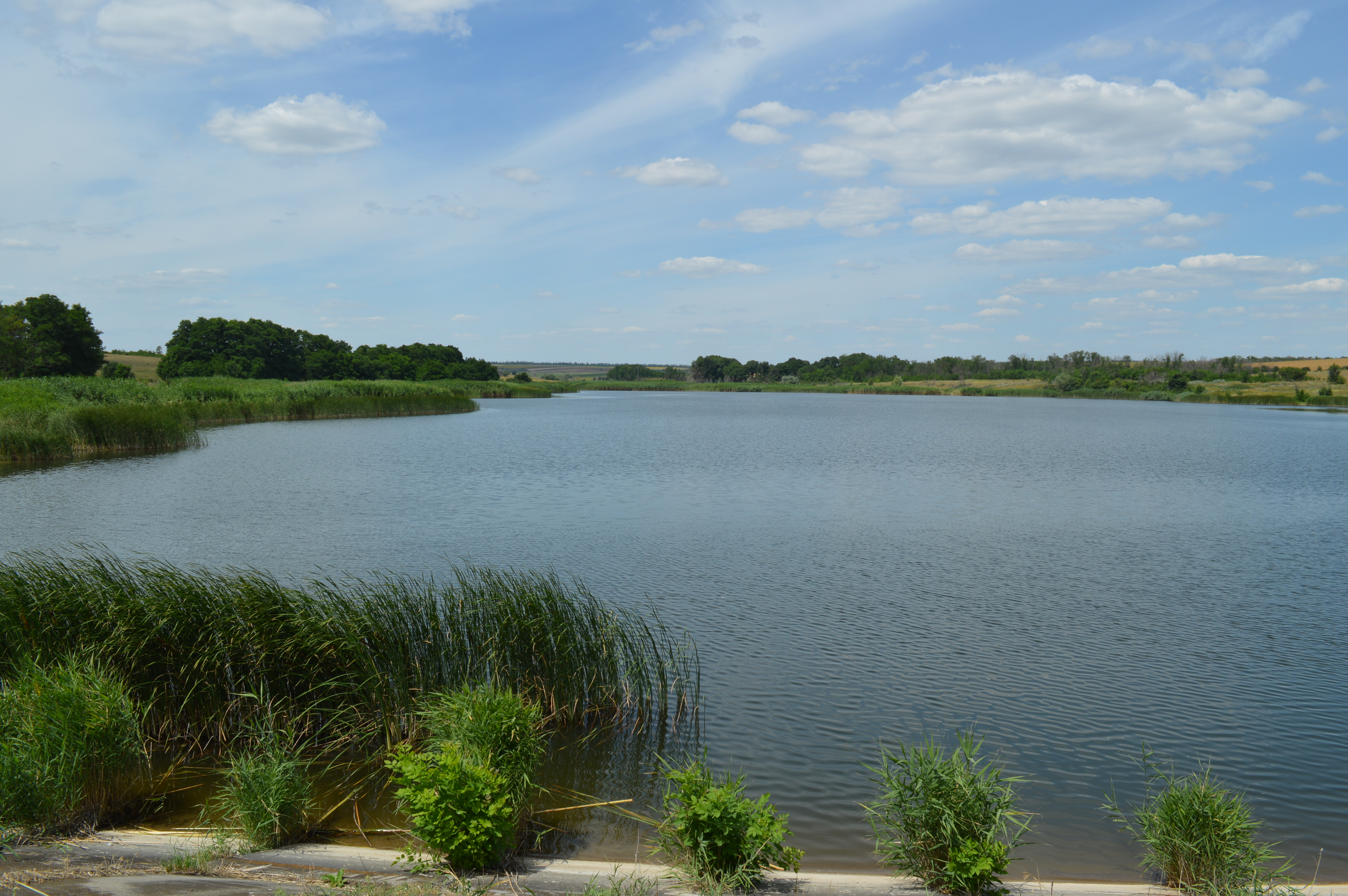
Став на річці Більманка